# Leila Bessahli
Pas d'image ? Cliquez ici

a Compétitions nationales et continentales officielles uniquement.

b Matchs officiels uniquement.
Leila Bessahli, née le 8 mars 1997, est une joueuse française de rugby à XIII et de rugby à XV évoluant généralement au poste de demi d'ouverture à XIII, vers la fin des années 2010.

## Biographie
Originaire de Perpignan, elle joue au rugby (autant au rugby à XIII qu'au rugby à XV) dès l'âge de quinze ans et pratique les deux rugby à partir de 2012 même si elle indique « préférer le XIII ».
Elle est également internationale en équipe de France des moins de vingt ans, équipe avec laquelle elle joue plutôt au poste de pilier.
À partir de 2017, elle joue pour les Déesses, la section féminine du XIII Catalan,.